# 5280 Andrewbecker
5280 Andrewbecker este o planetă minoră (asteroid), cu un diametru de 11,064 km, din centura de asteroizi. A fost descoperită pe 11 august 1988 la Observatorul Palomar de Celina Mikolajczak⁠(d) și a fost numită după Andrew C. Becker⁠(d). 
Obiectul prezintă o orbită caracterizată de o semiaxă mare de 2,5884307 UAi, o excentricitate de 0,21, o înclinație de 12,87943 ° în raport cu ecliptica.